# Tarenna forsteniana
Tarenna forsteniana là một loài thực vật có hoa trong họ Thiến thảo. Loài này được (Miq.) Ruhsam mô tả khoa học đầu tiên năm 2008.